# 倪三綬
倪三綬（1549年—？），字守秩，直隸河間府阜城縣人，軍籍，明朝政治人物。

## 生平
萬曆元年（1573年）癸酉科順天府鄉試第十八名，萬曆二年（1574年）聯登甲戌科進士第三甲第六十三名。

## 家族
曾祖父倪談；祖父倪厚，曾任監生；父倪雲鷴，曾任知州。母王氏。慈侍下。兄倪三章（贡士）。